# Bunnik
Bunnik es un municipio y una localidad de la Provincia de Utrecht de los Países Bajos.

## Gallería

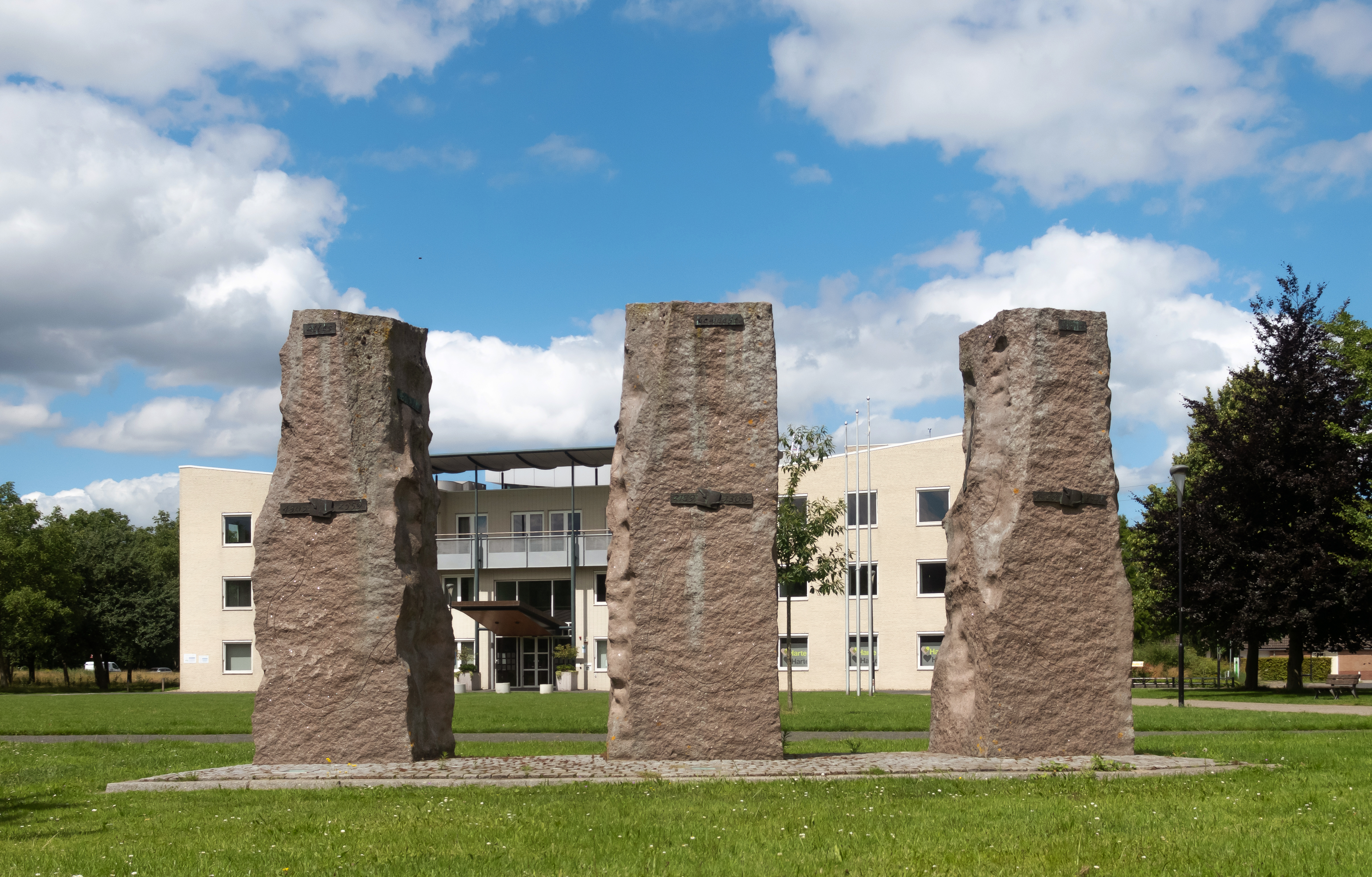
Odijk, la obra de arte (Tres Piedras) diseñada por Hans Leutscher
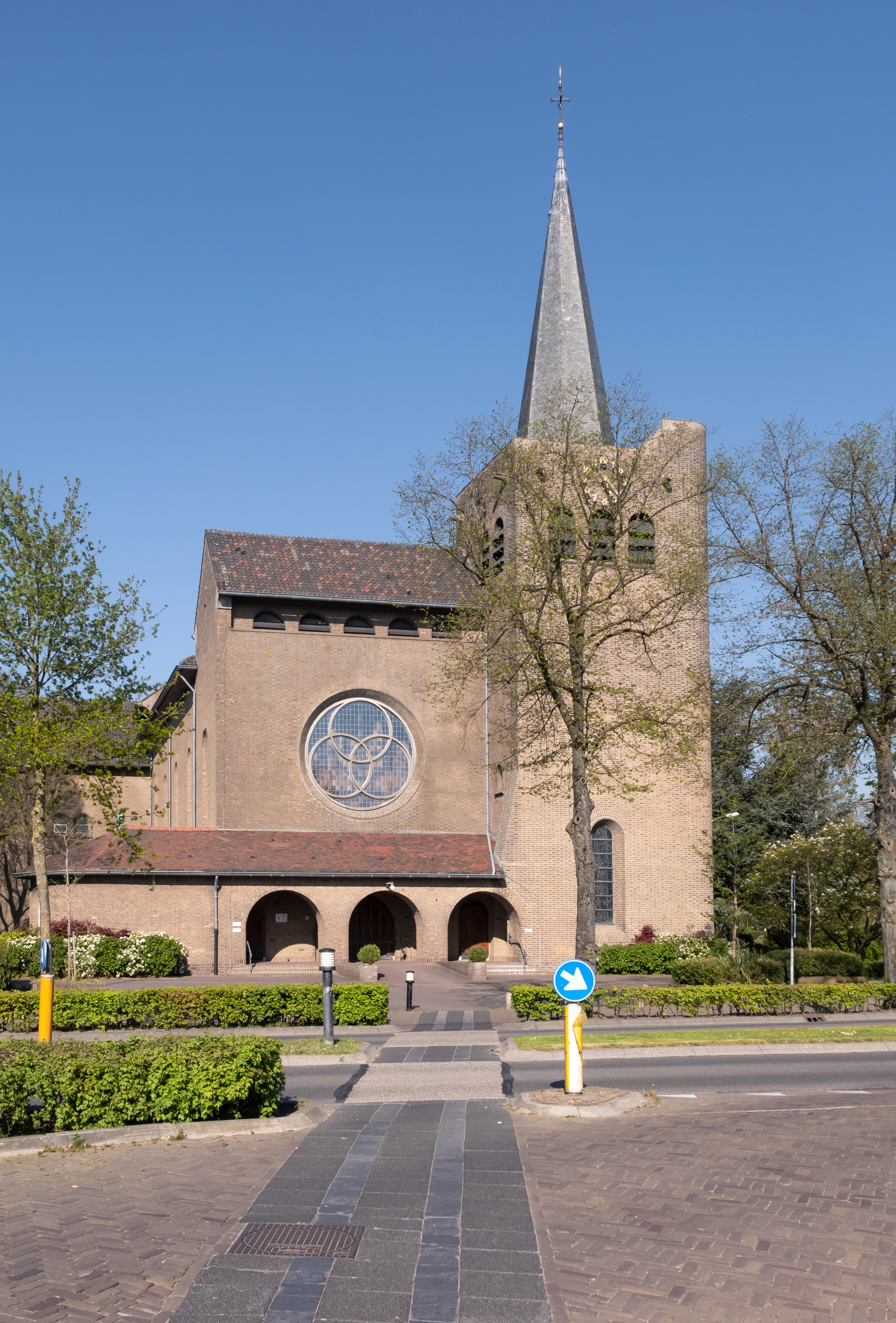
Bunnik, la iglesia: la Sint-Barbarakerk
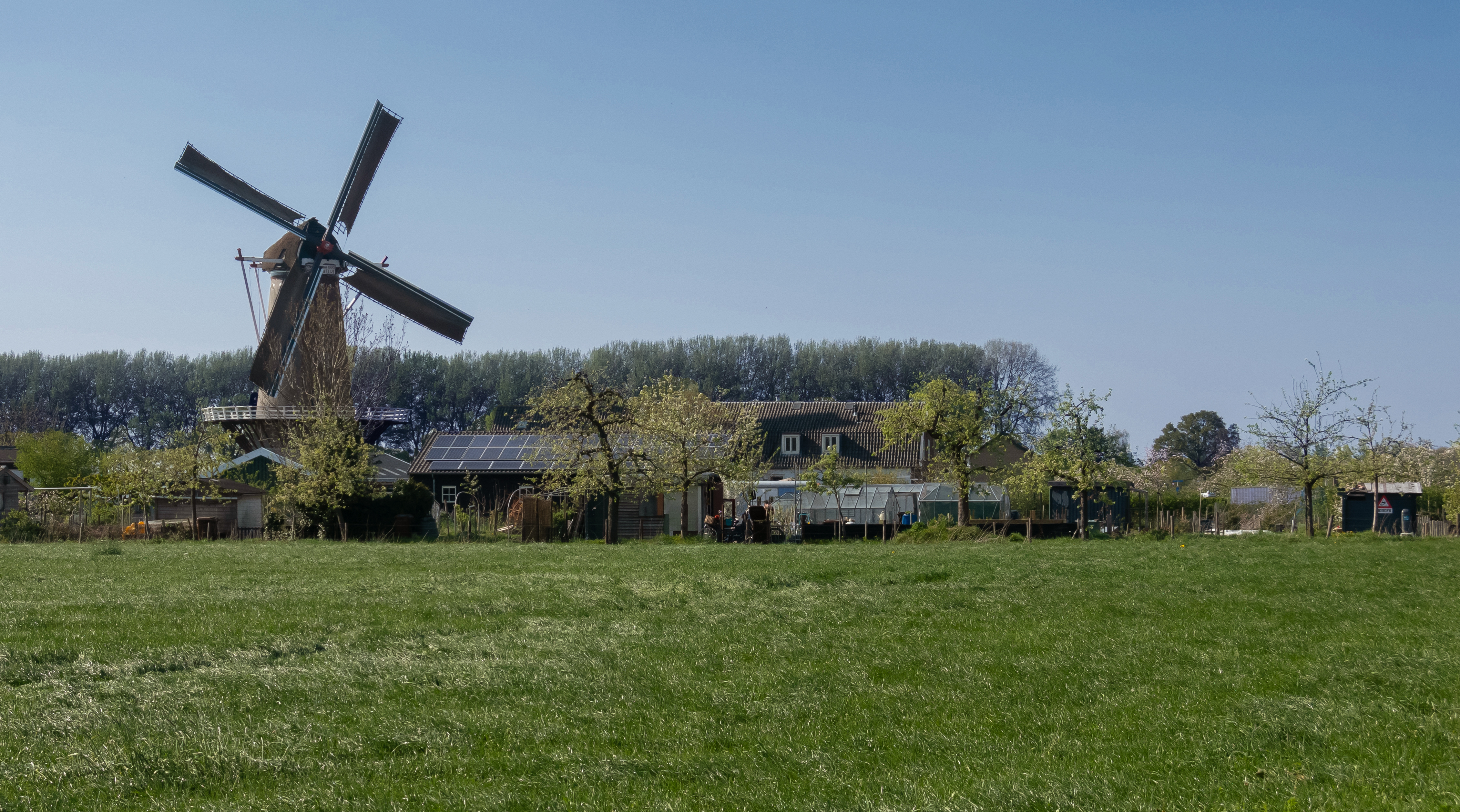
Werkhoven, el molino: korenmolen Rijn en Weert
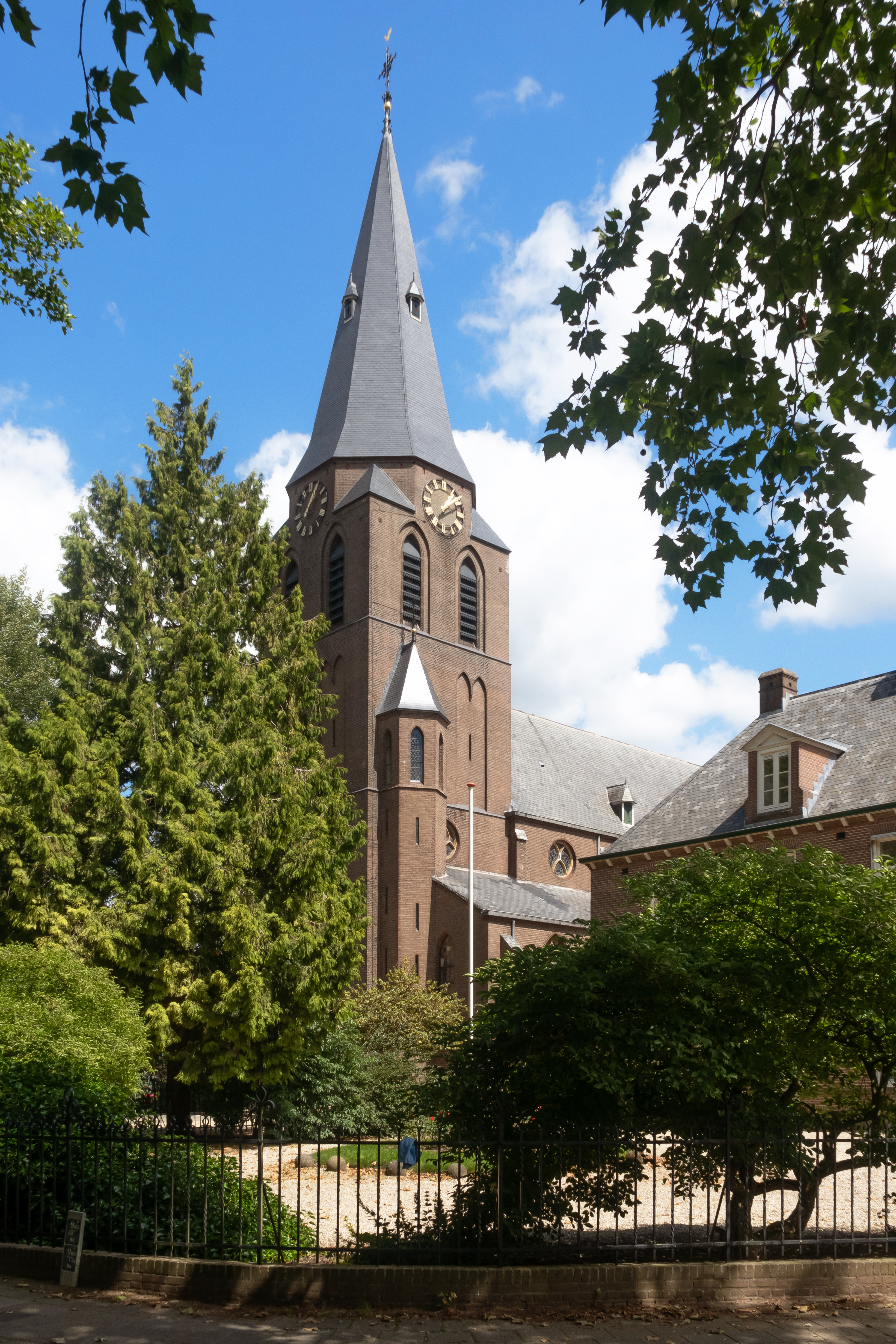
Werkhoven, iglesia catolica: la kerk OLV Maria Hemelvaart